# Float.h
float.h — заголовочный файл стандартной библиотеки языка программирования С, который содержит макросы, определяющие различные ограничения и параметры типов с плавающей точкой.

## Макросы
Макросы, описанные в секции 5.2.4.2.2 стандарта ISO 9899:1999:
- FLT_ROUNDS — способ округления при сложении чисел с плавающей точкой:
  - −1 — не определено;
  - 0 — в сторону нуля;
  - 1 — в сторону ближайшего числа;
  - 2 — к положительной бесконечности;
  - 3 — к отрицательной бесконечности;
  - другие значения означают, что отдаётся преимущество машинно-зависимому способу округления.

- FLT_EVAL_METHOD — определяет форматы результатов вычислений, включающий типы с плавающей точкой:
  - −1 — не определено;
  - 0 — привести результаты всех операций и константы лишь с точностью до типа;
  - 1 — привести результаты операций и константы типов float и double к типу double;
  - 2 — привести результаты операций и констант к типу long double;
  - другие значения означают, что отдаётся преимущество машинно-зависимому способу округления.

- FLT_RADIX — основание для представления порядка, например: 2, 16.
- FLT_MANT_DIG, DBL_MANT_DIG, LDBL_MANT_DIG — количество цифр по основанию FLT_RADIX в мантиссе.
- DECIMAL_DIG — (хотя бы 10).
- FLT_DIG, DBL_DIG, LDBL_DIG — количество верных десятичных цифр.
- FLT_MIN_EXP, DBL_MIN_EXP, LDBL_MIN_EXP.
- FLT_MIN_10_EXP, DBL_MIN_10_EXP, LDBL_MIN_10_EXP (хотя бы -37).
- FLT_MAX_EXP, DBL_MAX_EXP, LDBL_MAX_EXP.
- FLT_MAX_10_EXP, DBL_MAX_10_EXP, LDBL_MAX_10_EXP (хотя бы +37).
- FLT_MAX, DBL_MAX, LDBL_MAX — максимальное число с плавающей точкой.
- FLT_EPSILON, DBL_EPSILON, LDBL_EPSILON — минимальное положительное х такое, что 1.0 + x != 1.0.
- FLT_MIN, DBL_MIN, LDBL_MIN — минимальное нормализованное число с плавающей точкой.